# Хаген Клајнерт
Хаген Клајнерт (Фестенберг, 15. јун 1941) је професор теоријске физике на Слободном универзитету у Берлину, Немачка (од 1968), почасни доктор наука на Западном универзитету у Темишвару, као и почасни доктор наука на Киргијско-руском словенском универзитету у Бишкеку. Он је такође почасни члан Руске истраживачке академије. За своје доприносе физици елементарних честица и чврстог стања, награђен је 2008. године Макс Борн наградом и медаљом. За свој допринос објављен у меморијалном зборнику радова посвећеном прослави стоте годишнице рођења Лава Давидовича Ландауа, награђен је Мајорана наградом са медаљом за 2008. годину.

## Живот
Након основних студија физике на Универзитету у Хановеру и Џорџија институту за технологију (Georgia Institute of Technology), наставио је докторске студије на Универзитету у Болдеру, Колорадо из опште теорије релативности код Џорџа Гамова, једног од оснивача теорије великог праска (Big Bang теорије). Докторирао је 1967. године, а од 1969. ради на Слободном универзитету у Берлину. Као млади професор, Клајнерт је 1972. године био у посети Калифорнијском институту за технологију (California Institute of Technology - Caltech), где је на њега оставио снажан утисак чувени амерички физичар Ричард Фајнман, са којим је одмах започео плодну сарадњу.

## Дело
Клајнерт је написао више од 370 радова из математичке физике и различитих области физике, укључујући физику елементарних честица, атомског језгра, чврстог станња, течних кристала, биомембрана, микроемулзије, полимера, као и из теорије финансијских тржишта. Написао је неколико књига из теоријске физике. Његова најзначајнија књига Интеграли по трајекторијама у квантној механици, статистичкој физици, физици полимера и финансијским тржиштима (Path Integrals in Quantum Mechanics, Statistics, Polymer Physics, and Financial Markets) има пет издања од 1990. године, од којих последња три издања садрже поглавља о применама интеграла по трајекторијама у финансијским тржиштима. Ова књига је добила неколико веома позитивних приказа и прегледа у литератури.

## Научна достигнућа
Клајнерт је пронашао решење за проблем водониковог атома (рачунање енергетских нивоа и стања) у Фајнмановом формализму интеграла по трајекторијама. Овај успех је значајно проширио област применљивости Фајнмановог формализма. Касније, Клајнерт је наставио сарадњу са Фајнманом и Фајнманов последњи научни рад је објављен заједно са Клајнертом.
Овај рад је касније довео до математичког метода за претварање дивергентних редова у физичким системима са слабом интеракцијом у конвергентне редове у системима са јаком интеракцијом. Ова варијациона теорија пертурбације омогућава рачунање критичних експонената са највећом тачношћу до сада,
у складу са мерењима за фазне прелазе друге врсте код суперфлуидног хелијума у експериментима на вештачким Земљиним сателитима.
У оквиру квантне теорије поља и теорије кваркова, објаснио је порекло алгебре Реџе остатака, коју су претпоставили Н. Кабибо, Л. Хорвиц и
Ј. Неман (за више детаља, погледати стр. 232 у референци).
Заједно са К. Макијем објаснио је структуру икосоедралне фазе квазикристала.
За суперпроводнике је 1982. године предвидео три-критичну тачку на фазном дијаграму између суперпроводника типа I и типа II, када се ред прелаза мења из фазног прелаза другог реда у фазни прелаз првог реда. Ово предвиђање је потврђено 2002. године нумеричким, Монте Карло рачунарским симулацијама .
Ову теорију, засновану на теорији поља у присуству неуређености, Клајнерт је развио у својим књигама Гејџ теорије кондензованог стања материје (Gauge Fields in Condensed Matter , видети испод у списку књига). У овом приступу, статистичке особине флуктуирајућих вортекса или линија дефекта у кристалу се описују као елементарна побуђења уз помоћ теорије поља, користећи технику Фајнманових дијаграма.
Теорија поља у присуству неуређености је дуална верзија теорије поља са параметром уређења (поретка), коју је развио Лав Давидович Ландау за фазне прелазе.
На летњој школи Ериче 1978. године предложио је постојање сломљене суперсиметрије у атомском језгру, што је у међувремену експериментално потврђено.
Његове теорије колективних квантних поља и хадронизације у кварк теорији представљају прототипове за различита нумеричка истраживања у теорији кондензованог стања материје, нуклеарној физици и физици елементарних честица.
Клајнерт је 1986. године увео појам крутости у теорију струна, где се уобичајено разматра само појам затегнутости струне. На овај начин, он је значајно унапредио разумевање и опис физичких особина струна. Пошто је руски физичар А. Пољаков у исто време предложио слично уопштење, оно се данас зове Пољаков-Клајнерт струна.
Заједно са А. Червјаковим развио је уопштење теорије расподела у односу на стандардни приступ из теорије линеарних простора, које уводи на јединствен начин производ расподела, односно структуру семигрупа (док су у стандардном математичком приступу дефинисане само линеарне комбинације). Ово уопштење је инспирисано физичким захтевима из теорије интеграла по трајекторија, који морају да буду инваријантни у односу на координатне трансформације. Ова особина је неопходна за еквиваленцију Фајнмановог формализма интеграла по трајекторијама и Шредингерове квантне теорије.
Као алтернативу теорији струна, Клајнерт је искористио комплетну аналогију између нееуклидске геометрије и геометрије кристала са нечистоћама да конструише модел универзума под називом Светски кристал или Планк-Клајнерт кристал који, на растојањима блиским Планковој скали, даје другачију физику него теорија струна. У овом моделу, материја ствара побуђења (нечистоће, дефекте) у простор-времену који генеришу закривљеност и све друге последице опште теорије релативности. Ова теорија је инспирисала италијанску уметницу Лауру Песче да направи стаклену скулптуру под називом 'Светски кристал (видети такође доле лево на овој страници).
Клајнерт је угледни члан међународног докторског програма из релативистичке астрофизике IRAP, који представља део међунардоне мреже астрофизичких институција ICRANet. Такође је био укључен у пројекат Европске научне фондације под називом Космологија у лабораторији.
Клајнертов 60. рођендан прослављен је зборником радова и научним скупом са 65 предавања бројних међународних сарадника (као што су нпр. Ј. Неман, Р. Џакив, Х. Фрич, Р. Руфини, С. Девит, Л. Кауфман, Џ. Деврис, К. Маки,…).

## Књиге
- Gauge Fields in Condensed Matter, Vol. I, " SUPERFLOW AND VORTEX LINES", pp. 1–742, Vol. II, "STRESSES AND DEFECTS", pp. 743–1456, World Scientific (Singapore, 1989); Paperback  978-9971-5-0210-2  (also available online: Vol. I Архивирано на веб-сајту  (27. мај 2008) and Vol. II Архивирано на веб-сајту  (27. мај 2008))
- Critical Properties of φ4-Theories, World Scientific (Singapore, 2001); Paperback  978-981-02-4658-7 (also available online Архивирано на веб-сајту  (16. јул 2011)) (together with V. Schulte-Frohlinde)
- Path Integrals in Quantum Mechanics, Statistics, Polymer Physics, and Financial Markets, 4th edition, World Scientific (Singapore, 2009) (also available online Архивирано на веб-сајту  (1. јануар 2009))
- Multivalued Fields in in Condensed Matter, Electrodynamics, and Gravitation, World Scientific (Singapore, 2008) (also available online Архивирано на веб-сајту  (18. март 2009))
- Proceedings of the Eleventh Marcel Grossmann Meeting on General Relativity, World Scientific (Singapore, 2008) (together with R.T. Jantzen)